# Villa Hügel
Villa Hügel, detta anche Villa Krupp, è una villa del XIX secolo che si trova a Essen, in Germania.
Costruita dall'industriale Alfred Krupp nel 1870-1873 fu la residenza della famiglia fino alla fine della seconda guerra mondiale.
Alla costruzione della villa lavorarono contemporaneamente fino a 800 persone e, poiché l'attenzione dell'industriale era rivolta verso la modernità e l'efficientamento, la villa venne costruita ignifuga e ben isolata dagli elementi naturali. Minor attenzione venne posta invece agli elementi di design, che per Krupp avevano un'importanza del tutto secondaria così come la maggior parte degli elementi architettonici ornamentali. La villa aveva quindi finestre con doppi vetri, riscaldamento dell'acqua e una prima forma di aria condizionata, che permetteva di regolare la temperatura in maniera indipendente in ogni stanza.
Nonostante la guerra franco-prussiana ed il crollo dei tunnel minerari sotto l'edificio ne rallentarono la costruzione, la famiglia Krupp vi si trasferì il 10 gennaio 1873 e vi continuò ad abitare fino al 1945.
Nel tempo la villa ha ospitato diversi capi di stato e membri reali tra cui l'imperatore Guglielmo II, che soggiornò a Villa Hügel sette volte, e Adolf Hitler.

## Descrizione
La casa ha 269 stanze, è grande circa 8.100 metri quadrati ed è immersa all'interno di un parco di 28 ettari che si affaccia sul fiume Ruhr e sul lago Baldeney.
La villa è costituita da un corpo principale (Wohnhaus) a tre piani sormontato da un belvedere e da un edificio destinato agli alloggi (Logierhaus) a tre piani. In passato i due corpi erano collegati per mezzo di un giardino d'inverno, trasformato nel tempo in un edificio a due piani.
La costruzione è sorretta da un'ossatura in ferro, molto moderna per l'epoca e lo stile complessivo dell'edificio originario ne faceva un esempio molto austero di villa tardo-neoclassica.
L'interno del piano terra e del secondo piano dell'edificio principale è dominato dal salone principale di oltre 400 metri quadrati, mentre le stanze del primo piano (non aperte al pubblico) sono relativamente semplici.

## Oggi
La Villa Hügel fungeva anche da luogo di rappresentanza dell'azienda di famiglia ma nel 1953 la famiglia Krupp decise di aprirla al pubblico e da allora è utilizzata per mostre.
Oggi l'edificio principale è visitabile, così come l'edificio adiacente in cui si tiene una mostra storica dedicata alla famiglia Krupp.
Nella villa dal 1905 si trova anche l'archivio Krupp.